# 久住昌之
久住昌之（日语：／ Kusumi Masayuki，1958年7月15日—），日本漫畫原作者、漫畫家、散文家、插畫家、裝幀師、作曲家。男性。與泉晴紀合作形成組合「泉昌之」，與弟弟久住卓也合作形成組合「Q.B.B.」，並出版了作品。除了漫畫之外，他還從事設計和音樂等廣泛的活動。

## 經歷、人物
東京都立神代高等學校、法政大學社會學院畢業。就讀大學期間，他對美術和音樂產生了興趣，並進入美學校，師從赤瀨川原平。他還認識了南伸坊等人。1981年，他與藝術學校的同學泉晴紀合作，作為「泉昌之」在《GARO》雜誌上發表漫畫，從而作為漫畫家出道。
他也發布了與攝影師瀧本淳助合作創作的《照片四格漫畫》。他繼續與瀧本成為朋友，並出版了《瀧本的世界》，其中描繪了瀧本不同尋常的價值觀。此外，他也經常與瀧本一起出現在朝日電視台《塔摩利俱樂部》的迷你單元「東京黃昏地帶」（介紹與他的導師赤瀨川建立的托馬森類似的屬性），並在1989年與瀧本合作出版了《塔摩利俱樂部 東京黃昏地帶》（日之出出版）一書。其中還包括啟發漫畫家「東陽片岡」選擇筆名的夢想，例如久住聽到瀧本和他周圍的人所做的奇怪夢想後畫的《夢藏》，他還寫了一些作品出版。
1985年，他出版了第一本個人著作《我想去附近 舞台是一家叫做“江口”的拉麵店》。故事發生在久住本身從學生時代就經常光顧的三鷹車站前的拉麵店「江口」。
同時，他也積極從事設計、裝訂和論文工作。負責河出書房新社的《河出個人漫畫》的裝訂。他也為大友克洋《童夢》的豪華書籍製作裝訂。
他也活躍於漫畫家組合「Q.B.B.」（Qusumi Brothers Band的縮寫。昌之是原作者，卓也負責作畫），該組合是由他和弟弟、繪本作家久住卓也兩個人組成。1994年至1997年在《月刊漫畫GARO》連載的《中學生日記》（青林工藝舎）榮獲第45屆文藝春秋漫畫獎（《GARO》停刊後在《AX》發表））。該作品也於2006年被導演山下敦弘拍成短篇電影，並在該電影的DVD中收錄了新漫畫《中學生日記》。
與谷口治郎合作創作的漫畫《孤獨的美食家》在義大利、法國、西班牙、英國、巴西等地翻譯出版，並於2012年被拍成電視劇，久住負責部分音樂，也在各季的迷你單元和最後一集中出現。由水澤悅子繪製的《花的懶人料理》也很受歡迎，並於2012年被拍成電視劇，其中他還創作了音樂，並以九墨正雪的名義出現。
還有與江口壽史前助手、漫畫家河野哲郎的合作作品。他利用河野的美國漫畫風格創作具有美國荒誕故事風格的作品。
從學生時代起就活躍在樂團中，除了參加楳圖一雄的《小誠》的樂團外，還在自己的樂團「Modern Hip」、「Musicomics」中擔任獨奏。以及以The Screen Tones為名發行了《孤獨的美食家》的CD。

## 作品列表

### 單著
- 我想去附近 舞台是一家叫做“江口”的拉麵店（1985年1月） 後來更名為《小說中華蕎麥麵「江口」》，由新潮OH！文庫出版，後來又更名為《孤獨的中華蕎麥麵「江口」》，由牧野出版推出增補版。
- （1985年7月）
- （白泉社，1985年7月）
- 久住昌之的人生讀本（角川文庫，1986年4月）
- （勝利音樂產業，1990年8月）
- 久住昌之的高科技是什麼！（鑽石社（日语：ダイヤモンド社），1992年6月）
- 行走的人（MAGAZINE HOUSE，1993年2月）
- 夢藏 超夢想合集（情報中心出版局（日语：情報センター出版局），1995年5月） 後來由情報中心出版局以「Mangum」為題再版，1998年7月
- 呃，這不是久住昌之的個人電腦奮鬥故事！（軟體銀行出版事業部，1995年1月）
- （1996年11月）
- 工夫癖（雙葉社，1999年7月）
- 幸好是個傻瓜（2000年9月）
- 月刊2003年9月號，文、繪：久住昌之 （福音館，2003年） 後來的，2018年
- （雙葉社，2003年10月）
- （二見書房，2004年12月） 後來的新潮文庫
- （教育畫劇，2006年1月）
- 我開動了（POPLAR社（日语：ポプラ社），2007年3月）
- 浪人餐桌（晉遊舎（日语：晋遊舎），2009年2月）
- 白天的錢湯酒（日语：昼のセント酒）（KANZEN，2011年12月）
- 一個人在家喝酒（日本文藝社（日语：日本文芸社），2012年1月）
- （KANZEN，2012年12月）
- 久住昌之的下一次山間之旅!? 關東篇（山與溪谷社（日语：山と溪谷社），2013年4月）
- （KANZEN，2014年1月）
- （日本文藝社，2015年6月） 後來的文庫本
- 東京都三多摩原人（朝日新聞出版，2016年1月）
- （集英社，2016年3月）
- （KANZEN，2017年5月）
- （KANZEN，2018年5月）
- （光文社，2020年12月）
- （扶桑社，2021年7月）
- （光文社，2022年9月）
- 從久住昌之的終點站出發（天夢人，2023年2月20日）ISBN 978-4-6358-2449-1[2]
- （玄光社，2023年7月19日）ISBN 978-4-7683-1800-3[3]
- 新·佐賀漫遊記（我的旅行書）（產業編輯中心，2024年6月）
- （KANZEN，2024年7月）

### 共著（泉昌之名義）
參照泉昌之（日語版）

### 共著（Q.B.B.名義）
- 英三＝金星人說（青林堂，1990年7月）
- （河出書房新社，1991年5月）
- （青林堂，1994年9月）
- 中學生日記（日语：新・中学生日記） 一生中最糟糕的季節（青林工藝舎，1998年11月）
- （青林堂，2000年10月）
- 1（青林堂，2001年8月）
- 新·中學生日記（日语：新・中学生日記） 1—8（青林工藝舎，2002年—2008年）
- 古本屋台（集英社，2018年4月）
- 古本屋台2（本之雜誌社（日语：本の雑誌社），2024年2月）

### 共著（其它）
- 照片四格漫畫（作：久住昌之、攝影：瀧本淳助（日语：滝本淳助），白夜書房（日语：白夜書房），1984年7月）
- IMITATION 漫畫玩笑、知識 1970—1988（著：伊達眼鏡、久住昌之，大陸書房，1988年6月）
- 塔摩利俱樂部 東京黃昏地帶（著：久住昌之、瀧本淳助，日之出出版，1989年5月）
- IMITATION 1989年度版（著：伊達眼鏡、久住昌之，大陸書房，1989年5月）
- 瀧本的世界（著：久住昌之、照片：瀧本淳助，太田出版，1992年3月）
- （作：久住昌之、畫：泉晴紀，東京市場行銷研究會 共編，MAGAZINE HOUSE，1992年）
- 腦天記（加藤總夫、久住昌之 共著，扶桑社，1992年7月） 後來，標題改為《腦天觀光》，並在扶桑社文庫上發表。
- （久住昌之、東京市場行銷研究會 著，文化社（日语：ぶんか社），1995年6月）
- 孤獨的美食家（原作：久住昌之、繪：谷口治郎，扶桑社，1997年10月） 後來的扶桑社文庫
- （久住昌之、松井夏樹（日语：まついなつき），雙葉社，2000年10月）
- （文：今泉大輔、繪：久住昌之，技術評論社（日语：技術評論社），2001年6月）
- （原作：久住昌之、繪：河野哲郎，Blues Interactions（日语：Pヴァイン），2001年12月
- （原作：久住昌之、繪：久谷口治郎，FREESTYLE（日语：フリースタイル (出版社)），2006年3月）
- （作：久住昌之、畫：泉晴紀，WANI Plus，2010年）
- 花的懶人料理（日语：花のズボラ飯）（原作：久住昌之、漫畫：水澤悅子，秋田書店，2010年12月）
- 1日元君和5日元老人的秘密故事（著：久住昌之、插圖：久住卓也，POPLAR社（日语：ポプラ社），2011年6月）
- 花的懶人料理 美味食譜—為何如此馬虎，好吃到讓人落淚？（監修：久住昌之、插圖：水澤悅子，主婦之友社（日语：主婦の友社），2011年10月）
- 1日元君和5日元老人 海盜出現！（著：久住昌之、插圖：久住卓也，POPLAR社，2011年11月）
- 一個人在家喝酒（著、插圖：久住昌之、插圖：久住卓也，日本文藝社（日语：日本文芸社），2012年1月）
- （著：久住昌之、插圖：久住卓也，秋田書店，2012年12月）
- 1日元君和5日元老人 布魯布魯怪獸圓石（著：久住昌之、插圖：久住卓也，POPLAR社，2013年6月）
- 漫畫版 浪人餐桌（原作：久住昌之、畫：土山滋，幻冬舎，2014年3月）
- 百合子的單獨用餐（原作：久住昌之、畫：中古D.（日语：ナカタニD.），復刊.com，2014年10月）
- 瀧本夢繪日記（著：瀧本淳助、聽者：久住昌之，Pot出版，2015年2月）
- 荒野的美食（日语：荒野のグルメ）（原作：久住昌之、畫：土山滋，日本文藝社，2015年4月）
- 野乃湯（日语：のの湯）（原案協力：久住昌之、畫：釣卷和（日语：釣巻和），秋田書店，2015年6月）
- 幸的寺廟飯（日语：サチのお寺ごはん）（原作協力：久住昌之、監修：青江覺峰（日语：青江覚峰）、畫：金森綾美（日语：かねもりあやみ），秋田書店，2015年11月）
- 白天的錢湯酒（日语：昼のセント酒）（作：久住昌之、作畫：魚乃目三太，幻冬舎，2016年4月）
- HUMMINGBIRD BABIES（作：久住昌之、作畫：朔田浩美，集英社，2017年5月）
- 小孩美食家（日语：こどものグルメ）（作：久住昌之、作畫：安倍吉俊，PAPYLESS（日语：パピレス），2017年7月）
- （作：久住昌之、作畫：魚乃目三太，幻冬舎，2017年7月）
- （全2冊，作：久住昌之、作畫：武田寸（日语：武田すん），日本文藝社，2018年6月29日號—2019年11月29日號）
- （著：久住昌之、插圖：久住卓也，小學館，2019年11月）
- 三大怪獸美食家（作畫：堀伸之（日语：ほりのぶゆき）、原作：河崎實（日语：河崎実）、監修：久住昌之，竹書房，2020年5月）

### CD
- 「Music Comix」地底Record B51F
- 「孤獨的美食家O·S·T」w/screentone 地底Record B54F

### 原始視頻
- 豚鼠3：戰慄！不死之人（導演）1986年
- （導演）1987年
- （原作、構成、演出）1992年

### 電影
- 三大怪獸美食家（監修）2020年

### 動畫
- iichiko story（episode 2 原作、編劇）2022年[4]

## 演出

### 電視劇
- 孤獨的美食家（東京電視台）
  - 單元（常規集數）
  - Season1 最終話（2012年3月22日）—飾 櫃檯男顧客
  - Season2 最終話（2012年12月26日）—飾 久住先生
  - Season3 最終話（2013年9月25日）—飾 久住先生
  - Season4 最終話（2014年9月24日）—飾 久住先生
  - Season5 最終話（2015年12月19日）—飾 久住先生
  - Season6 最終話（2017年7月1日）—飾 酒醉的顧客
  - Season7
    - 最終話（2018年6月30日）—飾 音樂家（The Screen Tones成員）
    - 特別篇（2018年12月31日）—飾 久住先生[5]

  - Season8 最終話（2019年12月21日）—飾 久住先生
  - 2020 除夕特別篇 ～我的飲食沒有秘密，孤獨的煙火大作戰！～（2020年12月31日）—飾 久住先生
  - 2021 除夕特別篇 ～激走！非常漂亮的景色絕品、年末聚會道路電影～（2021年12月31日）—飾 久住先生
  - Season10 最終話（2022年12月24日）—飾 久住先生
  - 形形色色孤獨的美食家 第11話（2024年12月14日）—飾 久住昌之（本人）[6]
- 花的懶人料理（日语：花のズボラ飯#テレビドラマ）（2012年10月，MBS）—飾 書店店長[b]

### 電視節目
- 塔摩利俱樂部（朝日電視台）—迷你單元「東京黃昏地帶」（1988年3月5日—1990年5月26日），不定期演出
- NHK俳句（日语：NHK俳句）（2018年6月17日，NHK教育）題「夏季料理」[7]
- 天皇的晚餐 ～推動歷史的美食～（2019年12月30日，NHK BS Premium）[8]
- 久住昌之的日式料理漫步（2021年3月16日、4月28日、2022年3月29日—2025年1月26日，BS12 TwellV）共演：奧山和紗（#1—#25、#46—#55）、工藤綾乃（#26—#45）[9][c]
- 豐崎愛生與漫畫與美食（2021年5月30日，日視PLUS（日语：日テレプラス ドラマ・アニメ・音楽ライブ））—嘉賓[35]
- （2025年4月6日—，BS東視）[36]

### 廣播節目
- 上柳昌彥（日语：上柳昌彦）、山瀨真巳（日语：山瀬まみ） GOGOBAN！週五特別節目（日语：上柳昌彦 ごごばん!）（2012年12月7日，日本放送）—14時台單元「GOGOBAN！座談會」嘉賓

### 電影
- 甜美的情歌（日语：あまっちょろいラブソング） 『INDEPENDENCE DAY 吉祥寺』公認電影（2010年9月4日）—飾 婚禮司儀、平野：前樂團人

## 腳註

## 外部連結
- （日語）—久住昌之的官方個人網站。
- 久住昌之的X（前Twitter） （日語）

郵件雜誌
- （日語）（Magmag（日语：まぐまぐ））
- （日語）（2016年2月1日—）
- （日語）（2017年2月3日—）
- （日語）